# Ionatan de Carinola
Ionatan (d. 1094) a fost membru al familiei normande Drengot și conte de Carinola.
Ionatan era fiul mai tânăr al principelui Richard I de Capua și fratele lui Iordan I de Capua. Cu toate acestea, Chronicon Amalfitanorum îl reține drept fiu al lui Iordan I și căsătorit cu o soră a lui Roger I al Siciliei.
Pe parcursul domniei fratelui său la Capua, Ionatan a fost învestit cu poziția de conte de Carinola. După moartea lui Iordan, el a apărat Sora în fața conților de Aquino, în 1091.